# Noeeta pupillata
Noeeta pupillata är en tvåvingeart som först beskrevs av Fallen 1814.  Noeeta pupillata ingår i släktet Noeeta och familjen borrflugor. Arten är reproducerande i Sverige. Inga underarter finns listade i Catalogue of Life.